# Battaglione alpini "Val Tagliamento"
Il Battaglione alpini "Val Tagliamento" è stato un reparto alpino dell'Esercito Italiano.

## Storia
Il Battaglione alpini Val Tagliamento nacque a Conegliano il 5 ottobre 1882; il primo, quindi, fra i battaglioni che andranno a formare in seguito la Brigata alpina "Julia" (prima divisione e, in seguito, brigata). Era composto dalle compagnie 69ª-70ª a Tolmezzo, 71ª a Gemona e 72ª a Cividale, inquadrato nel 6º Reggimento alpini, con la nappina blu.
Cinque anni dopo, nel 1887, il 7º Reggimento alpini lo inglobò cambiandone anche il nome in Battaglione alpini "Gemona”; da qui in avanti, per tradizione, i nomi "Valle” e "Monte” verranno riservati per i battaglioni alpini rispettivamente dei reparti di milizia territoriale e milizia mobile (i reparti costituiti per eventi bellici, da richiamati anziani e giovani delle classi di leva a venire, a supporto dei reparti permanenti), salvo poche eccezioni.
Rinacque, quindi, in previsione dell'entrata in guerra dell'Italia nel febbraio del 1915 come reparto di milizia territoriale in seno all'8º Reggimento alpini, indossando la nappina bianca. Le nuove compagnie erano: 212ª, 272ª e 278ª, quest'ultima costituita il 1º novembre 1916.
Il battaglione si guadagnò una medaglia d'argento al valor militare per i combattimenti sul Pal Piccolo e Pal Grande (fronte carnico) e sull'altopiano dei Sette Comuni, in duplicato al Battaglione alpini "Tolmezzo". Fu sciolto il 15 febbraio 1918 e i superstiti passarono al Battaglione alpini Tolmezzo.
Nel 1939 se ne decide la ricostituzione in previsione di un utilizzo durante gli eventi della seconda guerra mondiale. In questo conflitto si distinsero i seguenti componenti del Battaglione, che vennero tutti decorati di medaglia d'oro al valor militare alla memoria:
- 2 gennaio 1941: cade il sergente Ugo Giavitto nel settore Mali Topojanit;
- 8 gennaio 1941: cade il Tenente colonnello Umberto Tinivella, comandante del btg, nel settore Mali Topojanit;
- 10 marzo 1941:  cade il Tenente Artico Di Prampero, comandante 212ª compagnia, nel Monte Beshishtit.

Dopo le varie traversie della campagna di Grecia in cui si guadagnò l'appellativo di "Battaglione miracolo" in seno all'8º Reggimento alpini, nel 1941 tornò al 1º Gruppo a presidio delle posizioni in Valle Smoktina, quindi agì sulla dorsale Ciaf e Vesnes e, di seguito, sul monte Thimonit; ad aprile fu dislocato nella zona Van-Molini Davie; in seguito il 1º Gruppo passò all'Ottava armata e si trasferì a Scutari sino a maggio dove sfilò al cospetto del re Vittorio Emanuele III che si era recato in visita in Albania.
Venne insignito della seconda medaglia d'argento al valor militare per gli eventi sopra descritti.
Entrò in Jugoslavia e poi in Montenegro ai comandi della 5ª Divisione alpina "Pusteria" fino al marzo 1942 quando rientrò nei ranghi del 1º Gruppo a Rudo in Croazia. Le ultime missioni furono prima in Valle d'Aosta, poi in Francia a Grenoble sino a fine anno. Nel 1941-1942 cappellano del Battaglione fu don Carlo Gnocchi.
Tornato in Friuli nel 1943 venne nuovamente soppresso ed i superstiti, assieme a quelli del Battaglione "Tolmezzo bis", contribuirono alla ricostruzione del Battaglione "Tolmezzo" che si apprestò alla partenza (assieme al Gemona ed al Cividale) per il Fronte russo.
Dopoguerra
Il 28 aprile 1937 con il regio decreto n.833 era stato istituito il corpo della Guardia alla frontiera (G.a.F.) in seno al Regio Esercito che nel dopoguerra nel neonato Esercito Italiano, venne sostituita con la creazione della specialità dei "battaglioni da posizione" i cui compiti erano i medesimi e cioè quelli della difesa dei confini; tale specialità era impiegata nel combattimento in ambienti fortificati chiamati "opere", reimpiegando e ristrutturando parte dei bunker in caverna creati nel contesto del Vallo Alpino e nella creazione di una nuova linea difensiva nella pianura friulana, a ridosso dei nuovi confini frutto di varie trattative fra Italia e l'allora Jugoslavia (inizialmente ci fu la creazione del Territorio Libero di Trieste con i trattati di Parigi del 1947 sotto amministrazione del governo alleato,  rinegoziati col memorandum di Londra nel 1954 ed il definitivo ritorno di Trieste all'Italia, ma confermati in forma definitiva solo nel 1975 con il trattato di Osimo).
Questa specialità si trasformò in seguito da reparti di "Alpini da posizione" e di "Fanteria da posizione" a quelli di "Alpini d'arresto" e di "Fanteria d'arresto", a seconda dell'ambito di competenza.
In questo contesto venne ricostituito il Battaglione il 1º luglio 1963 per trasformazione del XV Battaglione alpini da posizione presso l'11º Raggruppamento alpini da posizione con sede a Tolmezzo, nella caserma Antonio Cantore. Indossava la nappina rossa con tondino verde. Motto: "Mai avonde” (in friulano, Mai abbastanza). 
Ebbe alle dipendenze le compagnie: 212ª, 272ª, 278ª, 319ª, 321ª, 322ª.
Nello stesso periodo vennero ricostruiti, con le stesse mansioni, anche i battaglioni "Val Fella" e "Val Natisone".
In seguito l'11º Raggruppamento passò alle dipendenze del "Comando truppe Carnia Cadore" assieme alla Brigata alpina "Julia" ed alla Brigata alpina "Cadore" ed adottò la nappina bianca.
Nel prosieguo degli anni e con lo scioglimento di altri reparti (come i battaglioni Val Natisone e Val Fella), nel 1975 il Battaglione passa alle dirette dipendenza della Brigata Alpina Julia in seguito alla riorganizzazione dei reparti che vedono per tuute le Brigate Alpine la soppressione del livello Reggimentale e di Raggruppamento negli Alpini d'Arresto; ebbe, quindi, numerose Compagnie (fino a 16 in taluni periodi) in organico; di queste Compagnie alcune erano operative e con gli organici a pieno livello, altre invece, chiamate "quadro", erano solo fittizie e senza organici, ma dotate di locali, armamenti, e tutto ciò che necessitava per un veloce ripristino in caso di emergenza per l'attivazione degli sbarramenti difensivi loro assegnati. Per questa evenienza gli alpini del reparto, alla fine della leva, venivano congedati con la fantomatica "cartolina rossa" e cioè una destinazione già definita in caso di richiamo alle armi per una eventuale emergenza "difensiva".
L'ultima destinazione del battaglione fu la Caserma Renato Del Din di Tolmezzo;
Motto: O là…o rompi! (in friulano, "O andare…o rompere!"); dal 1º gennaio 1980 mutò in: Sin simpri chei (in friulano, "Siamo sempre quelli").
Il battaglione "Val Tagliamento" guadagnò la medaglia di bronzo al valore dell'Esercito per l'opera prestata durante il terremoto del 1976 che colpì il Friuli.
Nel giugno dello stesso anno il battaglione passò alle dipendenze del Comando Brigata alpina "Julia", a sua volta direttamente dipendente dal 4º Corpo d'Armata Alpino di Bolzano.
La specialità perse ogni motivo d'esistere dopo la caduta della Cortina di ferro e la fine della guerra fredda fra il blocco dei Paesi della Nato e quello dei paesi dell'ex Patto di Varsavia o dalla Jugoslavia.
Come conseguenza di ciò il Battaglione venne sciolto il 26 settembre 1992; la bandiera di guerra è conservata al Sacrario delle bandiere presso il Vittoriano a Roma e raduna anche le decorazioni dei disciolti Battaglioni "Val Fella" e "Val Natisone".

## Organico
Dal 1980 l'organico del Battaglione era il seguente:
- C.C.S. (Compagnia Comando e Servizi), Caserma "Del Din”, Tolmezzo (UD);
- 216ª Compagnia (già Val Natisone), Caserma "Del Din”, Tolmezzo (UD), con competenza sugli sbarramenti di Campiolo-Fella, Portis, Cavazzo-Cuel di Mena, Sassotagliato e Trasaghis-Bordano;
- 212ª Compagnia, Caserma "Maria Plozner Mentil”, Paluzza (UD), con competenza sugli sbarramenti di Stua di Ramaz, P.sso Monte Croce Carnico-Cherso, Torre Moscarda;
- 308ª Compagnia (già Val Fella), Caserma "Fantina", Pontebba (UD), con competenza sugli sbarramenti di Sella Cereschiatis, Cadramazzo-Ponte del Cristo, Passo Pramollo-Case Marco, Borgo Lischiazze-Sella Carnizze;
- 269ª Compagnia (già Val Fella), Caserma "Solideo D'Incau”, Ugovizza (UD), con competenza sugli sbarramenti di Valle Uque, Malborghetto-Valbruna, Forcella Nebria, Coccau, Sella Nevea, Sella Somdogna.

## Simbolo
Scudo: partito, alla punta d'oro al monte di cinque cime di verde. Nel primo di verde alla daga romana d'argento, manicata d'oro con la scritta "ITALIA", attraversata da una fascia d'argento; nel secondo, d'argento a due pali d'azzurro, caricate in capo da due stelle d'argento.
Corona turrita militare.
Ornamenti: 
(1) Lista bifida: d'oro, svolazzante, collocata sotto la punta dello scudo, incurvata con la concavtà rivolta verso l'alto riportante il motto: "SIN SIMPRl CHEI".
(2)	Onorificenza: accollata alla punta dello scudo con l'insegna pendente al centro del nastro con i colori della stessa (Ordine Militare d'Italia);
(3)	Nastri rappresentativi delle ricompense al valore: annodati nella parte centrale non visibile della corona turrita, scendenti svolazzanti in barra ed in banda dal punto predetto, passando dietro 1ª parte superiore dello scudo.
Sintesi della blasonatura
Per inserire nello stemma i fattori di maggior rilevanza araldica desunti dalla storia del reparto si fece ricorso:
- allo smalto verde, colore tradizionale della Specialità, e con significato di vittoria, amore civiltà; la daga romana attraversata dalla fascia d'argento che indica una posizione di arresto saldamente tenuta in nome della Patria;
- all'argento ed all'azzurro per simboleggiare i colori della Grecia sul cui territorio i Battaglioni “Val Tagliamento" e "Val Fella" hanno combattuto nella seconda guerra mondiale meritando ciascuno una medaglia d'argento al valor militare, ricordate con le stelle d'argento;
- allo smalto d'oro per tramandare la gloria militare conseguita durante la guerra 1915-1918 dai Battaglioni “Val Fella", "Val Tagliamento", "Val Natisone" sulle vette alpine, rappresentate dai monti all'italiana.

## Insegne
- Le mostrine del Battaglione erano le fiamme a due punte di colore verde; alla base della mostrina si trovava la stella argentata a 5 punte, simbolo delle forze armate italiane.
- A differenza degli altri battaglioni alpini il Val Tagliamento negli ultimi decenni (1976-1992) portò il numero "11" nel tondino del fregio che, però, non rappresentava il numero di Reggimento (in quel periodo soppressi) ma quello del "11º Raggruppamento Alpini d'arresto”.

## Festa del Battaglione
La festa del Battaglione ha luogo il 23 aprile, anniversario della fine della Campagna italiana di Grecia (1941).

## Onorificenze
Alla bandiera (già dell'11º Raggruppamento Alpini d'Arresto):
 Croce di Cavaliere dell'Ordine militare di Savoia Fronte italiano 1915-1918
 Medaglia d'argento al valor militare Carnia 24 maggio 1915 - 6 novembre 1917
 Medaglia d'argento al valor militare Fronte Greco 14/11/1940-23-04-1941
 Medaglia d'argento al valor militare per il Btg. "Val Fella", Fronte carnico 24 maggio 1915 - 6 novembre 1917
 Medaglia d'argento al valor militare per il Btg. "Val Natisone", Fronte greco 7 luglio 1941
 Medaglia di bronzo al valor militare per il Btg. "Val Natisone", M. Cimone di Arsiero 20 maggio 1916 - 9 luglio 1916
 Medaglia di bronzo al valore dell'Esercito Alto e medio Friuli, 6 maggio - 15 giugno 1976

## Comandanti
- 1882 Ten.Col. Angelo Fonio
- 10.02.1915-25.06.1916 Ten.Col. Guido Poggi
- 25.06.1916-11.08.1916 Cap. Antonio Graziosi
- 12.08.1916-02.11.1916 Cap. Giuseppe Gvbrecht
- 03.11.1916-13.11.1917 Ten.Col. Giuseppe Zina
- 14.11.1917-15.11.1917 Cap. Armando Cimolino (int.)
- 16.11.1917-30.11.1917 Cap. Ettore Smaniotto dai Roveri
- 01.12.1917-15.02.1918 Magg. Giorgio Cagni
- 20.08.1939-01.10.1939 Magg. Silvio Delli Zotti
- 02.10.1939-08.01.1941 Ten.Col. Umberto Tinivella (M.O.V.M.)
- 09.01.1941-16.01.1941 Ten. Francesco De Gregori (int.) (M.O.V.M.)
- 17.01.1941-05.02.1941 Cap. ..................Cerato (int.)
- 06.02.1941-28.03.1941 Magg. Sebastiano Tiragallo
- 29.03.1941-15.03.1942 Magg. Mario Parola
- 16.03.1942-14.04.1942 Cap. Dino Bruschi (int.)
- 15.04.1942-20.05.1942 Magg. .................Tosoni
- 21.05.1942-12.08.1943 Magg. Arpago Bazzali
- 01.07.1963-01.08.1964 Magg. Luciano de Santis
- 02.08.1964-16.09.1964 Cap. Dario Scala (int.)
- 17.09.1964-02.10.1964 Cap. Giacomo Chiarvetto (int.)
- 03.10.1964-06.11.1966 Ten.Col. Giorgio Pezzoni
- 07.11.1966-30.10.1968 Ten.Col. Tullio Tonelli
- 31.10.1968-24.08.1970 Ten.Col. Gerardo Gerardi
- 25.08.1970-31.12.1971 Ten.Col. Gaetano Di Vita
- 01.01.1972-30.09.1973 Magg. Gualtiero Catallo
- 01.10.1973-31.01.1975 Magg. Ezio Cardona
- 01.02.1975-07.09.1976 Ten.Col. Aurelio Castroreale
- 08.09.1976-01.08.1978 Ten.Col. Adriano Gransinigh
- 02.08.1978-31.08.1980 Ten.Col. Dario Tellatin
- 01.09.1980-24.08.1982 Ten.Col. Giuseppe D'Andrea
- 25.08.1982-24.08.1983 Ten.Col. Carlo Maria Tiragallo
- 25.08.1983-26.08.1984 Ten.Col. Adriano Zenari
- 29.08.1984-29.08.1985 Ten.Col. Antonio Ventura
- 30.08.1985-29.08.1986 Ten Col. Arnaldo Soleri
- 30.08.1986-21.09.1988 Ten Col. Giorgio Balestrini
- 22.09.1988-22.09.1989 Ten.Col. Walter Zambelli
- 23.09.1989-05.09.1991 Ten.Col. Marco Deganutti
- 26.09.1992 Ten.Col. Virgilio Savino

## Curiosità/Soprannomi

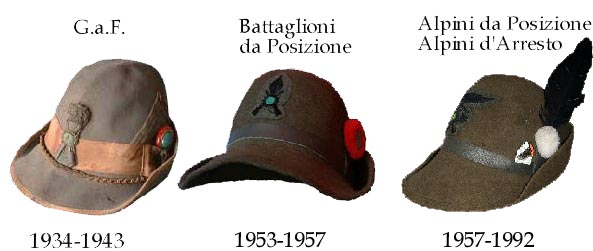
evoluzione cappello

Particolarità del Battaglione sono i soprannomi.
La G.a.F. aveva in dotazione un copricapo particolare; era un cappello d'alpino con nappina rossa e tondino verde ma senza la penna e con fregio della Fanteria di linea, questo copricapo rimase anche nel dopoguerra ai "Battaglioni da posizione" che, di fatto, ne ereditarono i compiti, fino a tornare al tradizionale cappello d'alpino nella fase successiva di "Alpini da posizione" e "Alpini d'arresto".
Dagli altri alpini, quindi, la specialità venne soprannominata la vidoa (dal piemontese "la vedova") proprio perché il cappello è mancante dal contrassegno distintivo, la penna, dei normali reparti alpini.
Altro nomignolo con cui vennero chiamati gli appartenenti al corpo è Pibigas, anche qui derivante dal fatto che il fregio della Fanteria sul cappello assomigliasse molto a quello di un marchio di gas GPL in bombole molto in auge nel dopoguerra.
Dagli anni '70, invece, il soprannome più usato fu quello di talpe o talponi dovuto al fatto che l'attività del corpo era prevalentemente in caverna quindi ad enfatizzare il fatto che i suoi appartenenti assomigliassero quasi a talpe che vivevano sottoterra.
Anche il nome della specialità venne spesso storpiato in tono scherzoso in Alpini d'arrosto decretandone le probabili sorti che gli appartenenti subirebbero nel caso di scoperta del bunker da parte di un possibile nemico armato di lanciafiamme.

## Immagini/Stemmi

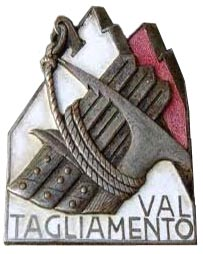
Btg. Val Tagliamento
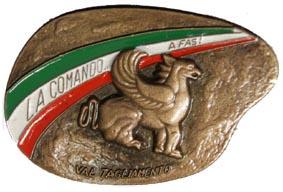
Compagnia Comando e Servizi
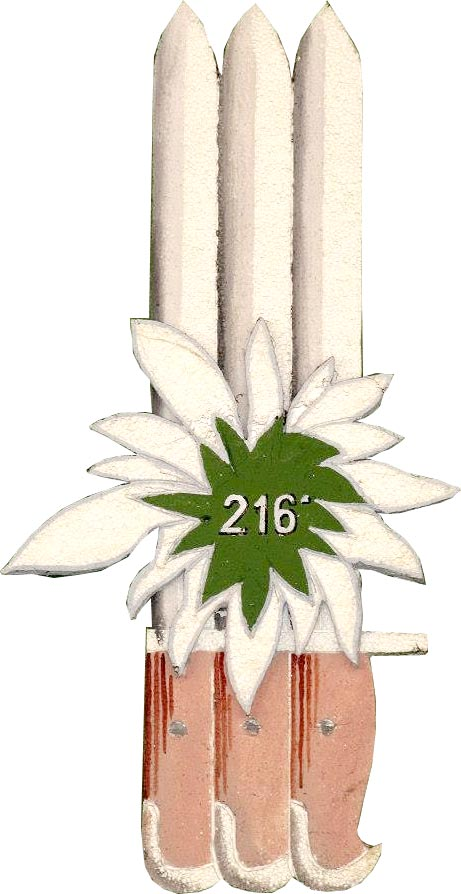
216ª compagnia
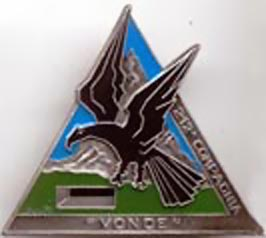
212ª compagnia
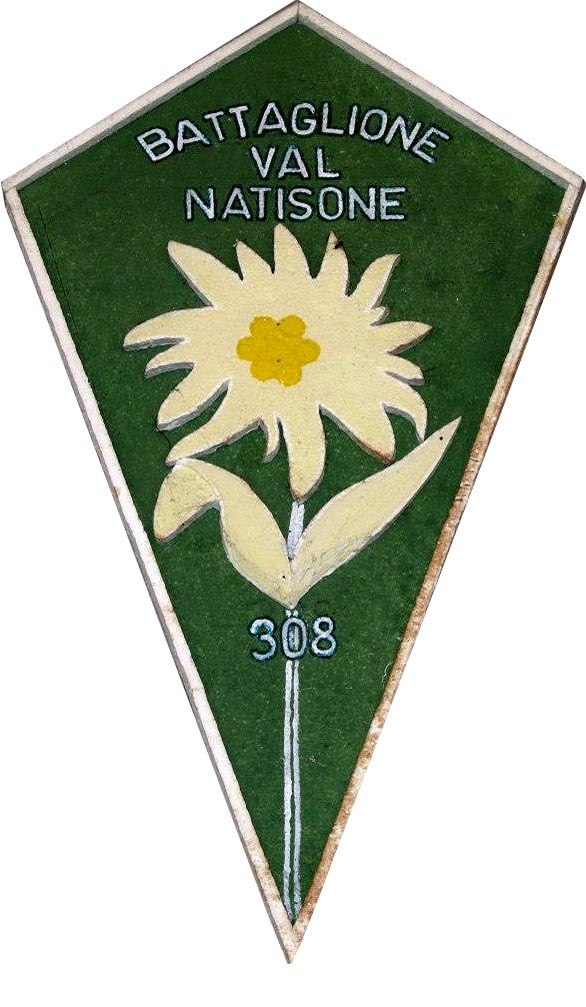
308ª compagnia
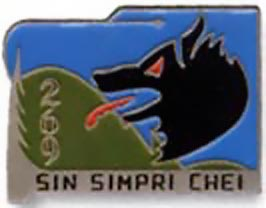
269ª compagnia
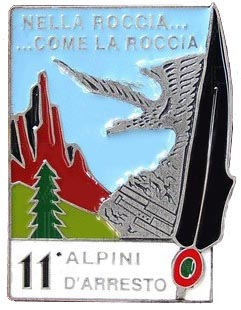
11° ragg. alpini d'arresto